# Google Pay Send
Este artículo trata sobre la aplicación introducida al mercado en 2018. Para el nuevo servicio, por favor visite Google Wallet
Google Pay Send (anteriormente Google Wallet) fue un servicio de pagos entre iguales desarrollado por Google que permite a las personas enviar y recibir dinero desde un dispositivo móvil o computadora de escritorio sin costo para el remitente o el destinatario. Cuando se configura, una cuenta de Google Pay debe estar vinculada a una tarjeta de débito o cuenta bancaria existente en los Estados Unidos o el Reino Unido. Google Pay Send se puede usar a través de la aplicación Google Pay Send y Gmail. La aplicación está disponible para dispositivos Android con Android 4.0 y superior, y para dispositivos con iOS con iOS 7.0 o superior.
Desde 2018, Android Pay y Google Wallet se han unificado en un solo sistema de pago llamado Google Pay. Google Pay Send, una función incluida dentro de Google Pay, ha reemplazado el servicio de Google Wallet.
El producto está discontinuado.  La actualización final tuvo lugar en febrero de 2018.

## Servicio
Google Pay está estructurado para permitir que sus usuarios se envíen dinero entre ellos. Para enviar dinero, un usuario de Google Pay ingresa la dirección de correo electrónico o el número de teléfono del destinatario. El destinatario debe vincular ese número de teléfono o dirección de correo electrónico a una cuenta bancaria para acceder a esos fondos. Si el destinatario también tiene una cuenta de Google Pay, los fondos se publicarán en esa cuenta directamente.
Los usuarios pueden vincular hasta dos cuentas bancarias cuando se crea la cuenta de Wallet. El dinero recibido va al Saldo de Google Pay y permanece allí hasta que el usuario decida cobrar a una cuenta vinculada.
La aplicación Google Pay está disponible de forma gratuita desde Google Play o App Store. Después de descargar la aplicación, el usuario crea un número de identificación personal (PIN) de cuatro dígitos para administrar todo dentro de su cuenta de Google Pay. El PIN verifica el acceso a la aplicación Wallet en el dispositivo móvil del usuario.
Antes de suspenderse el 30 de junio de 2016, la tarjeta Google Wallet fue reconocida por la red Cirrus operada por MasterCard (en lugar de la red Plus operada por Visa).
En septiembre de 2017, Google lanzó su primer servicio importante de pagos fuera de los Estados Unidos, Tez, en India.

### Disponibilidad regional
Google Pay Send solo está disponible en los EE. UU. y el Reino Unido.

## Historia

### Historia reciente
Google demostró la versión original del servicio en una conferencia de prensa el 26 de mayo de 2011. La primera aplicación se lanzó en los EE. UU. el 19 de septiembre de 2011.
El 15 de mayo de 2013, Google anunció la integración de Google Wallet y Gmail, permitiendo a los usuarios enviar dinero a través de archivos adjuntos de Gmail. Si bien Google Wallet solo está disponible en los Estados Unidos, la integración de Gmail está actualmente disponible en los EE. UU. y el Reino Unido.
La Tarjeta de Google Wallet física era una adición opcional a la aplicación que permitía a los usuarios realizar compras en el punto de venta (en tiendas o en línea) extrayendo fondos de su cuenta de Google Wallet, cuenta de tarjeta de débito adjunta o cuenta bancaria. La tarjeta también podría utilizarse para retirar efectivo en cajeros automáticos sin cargo asociado con Google, y podría usarse como una tarjeta de débito para prácticamente cualquier propósito, incluyendo cosas tales como alquilar un automóvil. La tarjeta Wallet se suspendió el 30 de junio de 2016 y se reemplazó con Android Pay.
La versión original de Google Wallet permitía a los usuarios realizar compras en puntos de venta con sus dispositivos móviles usando tecnología de comunicación de campo cercano (NFC). A partir de septiembre de 2015, sin embargo, Google eliminó NFC de Google Wallet, ofreciendo la tecnología solo a través de Android Pay, que es una aplicación separada disponible solo para usuarios de Android. Como resultado, las tarjetas de regalo, los programas de lealtad y las ofertas promocionales almacenadas en una versión anterior de Google Wallet ya no se pueden usar. Para los usuarios de Android, esas ofertas pendientes y tarjetas de regalo se transfirieron automáticamente a Android Pay. Para los usuarios de iOS, se proporcionaron instrucciones para exportar las ofertas para un uso alternativo. No se informaron problemas de seguridad con la tecnología NFC.

### Dispositivos internacionales
En este momento, Google Wallet no admite dispositivos comprados fuera de los Estados Unidos. La lista de dispositivos elegibles anterior sólo se aplica a los dispositivos adquiridos en las compañías que cotizan en bolsa al lado de ellos. Por ejemplo, un desbloqueado Samsung Galaxy SIII comprado internacional no va a funcionar con Google Wallet.
Google planea producir etiquetas NFC asociados a una tarjeta de crédito cada uno, que se coloque a los teléfonos NFC no aptas. Dos métodos para proporcionar dinero para el servicio se anuncian, Citi Mastercard y Tarjeta Prepagada Google, que se puede cargar con cualquier tarjeta de crédito. Durante la presentación de Google Wallet en la sede de Nueva York, Google también promociona la apertura de su nuevo sistema. Google dijo que se asociará con todos los vendedores de teléfonos no Android, incluyendo Apple, BlackBerry y Microsoft.
El 6 de diciembre, Verizon anunció que no está bloqueando Google Wallet en sus teléfonos Nexus Galaxy, a pesar de los rumores: "Google Wallet no se limita el acceso al sistema operativo y el hardware básico de nuestros teléfonos como miles de otras aplicaciones de su lugar, para trabajar según lo diseñado por Google, Google Wallet debe integrarse en una nueva, segura y patentada elemento de hardware en nuestros teléfonos ", dijo un representante de Verizon. Así lo cree así porque Verizon planea lanzar su propio sistema de pago, Softcard —antes conocido como Isis—, en asociación con AT&T y T-Mobile en 2012. Los teléfonos compatibles incluyen el (Sprint, Verizon y Play Store) Galaxy Nexus, LG Viper 4G LTE, LG Optimus Elite. El Sprint Galaxy S III y el Nexus 7 también ofrecen Google Wallet. Extraoficialmente, se ejecuta en todas las variantes del Galaxy S III estadounidenses.
Con el fin de ampliar la cobertura de Google Wallet en las principales redes de operadores móviles y permitir la aceptación Wallet en más establecimientos comerciales, Google planea introducir una tarjeta física que trabajará en conjunto con Google Wallet. De este modo, Google sigue el ejemplo de los arranques de pago de PayPal y diversos, incluyendo Wallaby financiera, pago Protean y iCache Internacional.